# Фермион Дирака
Дира́ковский фермио́н, или фермио́н Дира́ка, — это фермион, который не является собственной античастицей. Назван в честь Поля Дирака. 
Все фермионы в Стандартной модели являются фермионами Дирака. Однако экспериментально не исключено, что нейтрино являются фермионами Майораны (т.е. частицами, совпадающими с собственными античастицами), поскольку при стремлении массы частицы к нулю различие между майорановскими и дираковскими фермионами сглаживается. Дираковские фермионы могут быть описаны при помощи уравнения Дирака.